# Abdullah Ghubn
Abdullah Mohammed Haj Ghubn, nacido en Libia el 31 de julio de 1979 pero de nacionalidad jordana, es un hombre de negocios que actualmente ostenta el cargo de Secretario General del Grupo NAS (Nasir Bin Abdullah and Sons Group), que está presidido por el jeque catarí Abdullah ben Nasser Al Thani, al que Ghubn representa empresarialmente. El 28 de julio de 2010, tras confirmarse dos días antes la adquisición de las acciones del Málaga Club de Fútbol S.A.D. por parte del Grupo NAS, Abdullah Ghubn, mano derecha del Jeque Abdullah Ben Nasser Al Thani, entró a formar parte del Consejo de Administración del club de fútbol español, asumiendo las funciones de Vicepresidente y Consejero Delegado de la entidad.

## Carrera profesional
Su formación académica se desarrolló en Jordania, donde culminó los estudios universitarios en Administración de Empresas. Desde su incorporación al Grupo NAS en 2003, como Secretario General y mano derecha del jeque Abdullah Ben Nasser Al Thani, participa activamente en la gestión de numerosas empresas con presencia en más de treinta países, que abarcan desde cadenas hoteleras o centros comerciales, hasta concesionarios de automóviles o empresas de electrónica de consumo. Se declara aficionado al Fútbol y a las carreras de coches.

## Málaga Club de Fútbol
La llegada del jeque catarí Abdullah Ben Nasser Al Thani al Málaga Club de Fútbol supuso un gran revuelo en España, por tratarse del primer inversor extranjero que se hacía cargo de un Club de La Liga. Semanas antes del desembarco del miembro de la Familia Real catarí en Málaga, Abdullah Ghubn ya comenzó a trabajar para convertir a la entidad costasoleña en uno de los clubes emergentes de la competición española. Desde su posición de Vicepresidente y Consejero Delegado, Abdullah Ghubn se implicó desde el primer día en relanzar a uno de los conjuntos de economía modesta de Primera División en el plano deportivo, institucional y estructural.
Durante los primeros años en la institución malacitana, ha actuado como portavoz de la presidencia ante la discreción que siempre muestra el jeque; ha sido el responsable en la estructuración de los distintos departamentos del club y ha supervisado y obrado como principal gestor de la entidad. Sus comparecencias públicas han tenido un importante impacto mediático por la importancia de los anuncios que hace y por refutar la constante rumorología que la prensa nacional y equipos de similar rango económico y deportivo han desatado; por esta circunstancia, ha venido a ser conocido entre el colectivo de aficionados como El Tío de la Vara,[cita requerida] en alusión al personaje cómico de José Mota.